# British Medical Association
Die British Medical Association (BMA; Britische Medizinische Gesellschaft) ist eine britische Ärzteorganisation und -gewerkschaft sowie Herausgeber des British Medical Journals.

## Geschichte
Die Organisation wurde am 19. Juli 1832 von Sir Charles Hastings im Krankenhaus Worcester gegründet. Ziel der Vereinigung sollte sein, Ärzte sowohl wissenschaftlich als auch persönlich zusammenzubringen. Zunächst lief die Vereinigung bis 1856 unter dem Namen Provincial Medical and Surgical Association (PMSA). Zehn Jahre nach der Gründung begann die Vereinigung eine wöchentliche Zeitschrift herauszubringen, welche ab 1857 British Medical Journal genannt wurde. Die Organisation war maßgeblich an der Formulierung des britischen Gesetzes Medical Act (1858) beteiligt, welches die notwendigen Qualifikationen zur Ausübung des Arztberufes festlegt. Die BMA sollte weiterhin Einfluss auf die Gesetzgebung bezüglich medizinischer Belange im Vereinigten Königreich haben. Während des Ersten Weltkrieges erhielt die BMA den Auftrag die militärische und zivile medizinische Versorgung zu organisieren. In der neueren Zeit beschäftigt sich die Organisation, die seit 1971 auch als Gewerkschaft anerkannt ist, vor allem mit Gehaltsverhandlungen und der Einbindung der Gesetzgebung der Europäischen Union in das britische Gesundheitssystem.

## Organisation
Der Verein hat nach eigenen Angaben über 145.000 Mitglieder. Die Zentrale der Organisation befindet sich seit den 1870ern in London im BMA House.